# Энантовая кислота
Энантовая кислота (гептановая кислота) СH3(CH2)5СООН — одноосновная предельная карбоновая кислота. Это бесцветная маслянистая жидкость с неприятным запахом прогорклого масла. Соли и анионы энантовой кислоты называют энантатами. Энантовая кислота мало растворима в воде, но хорошо растворима в этаноле.
Энантовая кислота имеет изомеры:
- н-гептановая кислота СН3-СН2-СН2-СН2-СН2-СН2-COOH
- 5-метилгексановая кислота СН3-СН(СН3)-СН2-СН2-СН2-COOH
- 4-метилгексановая кислота СН3-СН2-СН(СН3)-СН2-СН2-COOH
- 3-метилгексановая кислота СН3-СН2-СН2-СН(СН3)-СН2-COOH
- 2-метилгексановая кислота СН3-СН2-СН2-СН2-СН(СН3)-COOH
- 3-этилпентановая кислота СН3-СН2-СН(СН2-СН3)-СН2-COOH
- 2-этилпентановая кислота СН3-СН2-СН2-СН(СН2-СН3)-COOH